# Rio Águeda (Douro)
Águeda é um rio internacional que nasce em Espanha na Serra da Gata; irmão gémeo do rio Côa; tem uma extensão de 130 km e desagua no Douro junto a Barca d'Alva no concelho de Figueira de Castelo Rodrigo no seu trajecto passa pela cidade espanhola de Cidade Rodrigo.
Serve de fronteira entre Portugal e Espanha, de perto de Almofala até à sua foz.

## Afluentes
- Rio Agadón (dir.)
- Ribeira de Azaba (esq.) (Em território espanhol)
- Ribeira de Tourões (esq.) (Demarca parte da fronteira entre Portugal e Espanha)
- Ribeira da Sapinha (esq.)
- Ribeira da Toledana (esq.)
- Ribeira do Seixo Redondo (esq.)
- Ribeira do Triquitão (esq.)
- Ribeira da Fonte Crasto (esq.)
- Ribeira do Monte (esq.)
- Ribeira da Devesa (esq.)
- Arroyo de Valdepailobo (dir.)
- Ribeira do Colmeal (esq.)
- Ribeira do Foijo (esq.)
- Rio Morgáez (dir.)
- Ribeira da Bezerra (esq.)
- Arroyo del Cabrero (dir.)
- Arroyo del Lugar (dir.)
- Arroyo de Las Almas (dir.)

## Barragens no rio Águeda
- Barragem de Irueña (Em território espanhol)
- Barragem de Águeda (Em território espanhol)